# Śliwnica (gmina Dubiecko)
Śliwnica – wieś w Polsce położona w województwie podkarpackim, w powiecie przemyskim, w gminie Dubiecko. Leży nad potokiem Śliwnica.

## Geografia

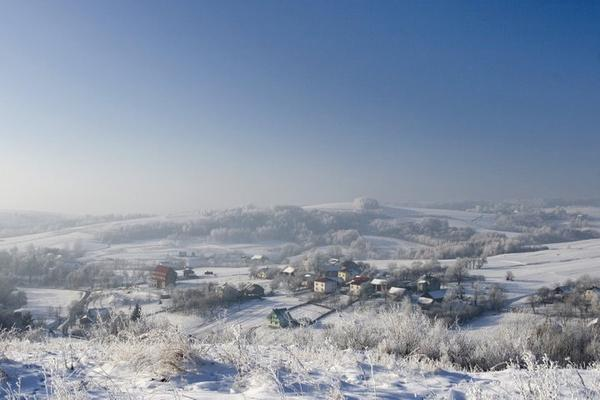
Śliwnica zimą

Wieś zajmuje powierzchnię 1086 ha i zamieszkuje ją niespełna 700 mieszkańców.
Śliwnica położona jest w północnej części gminy. Od północy sąsiaduje z gminą Kańczuga oraz z Huciskiem Nienadowskim i Nienadową, od południa z Dubieckiem, natomiast od zachodu z Przedmieściem Dubieckim i Drohobyczką.
Miejscowość otaczają góry wznoszące się na wysokość ponad 400 m n.p.m.

## Części wsi
| SIMC    | Nazwa          | Rodzaj     |
| ------- | -------------- | ---------- |
| 0601082 | Brzezina       | część wsi  |
| 0601099 | Chełm          | część wsi  |
| 0601142 | Karczunek      | przysiółek |
| 0601107 | Księża Część   | część wsi  |
| 0601113 | Śliwnica Dolna | część wsi  |
| 0601120 | Śliwnica Górna | część wsi  |
| 0601136 | Zarąbki        | część wsi  |

## Historia
Podczas prac archeologicznych w 1992 r. na terenie wsi znaleziono fragmenty ceramiki z epoki wczesnego brązu świadczące o obecności tutaj przedstawicieli kultury Chłopice–Vesele.
Wieś powstała w 1484 r. Pierwotnie zwana była Starą i Nową Śliwnicą. W 1552 r. wieś liczyła 15 gospodarstw, znajdował się tutaj młyn o jednym kole. W II poł. XV w. z Katarzyną Śliwnicką ze Śliwnicy ożenił się Jan Bobola dzierżawca Strachociny. Ich potomkiem był św. Andrzej Bobola. 
W 1590 r. Śliwnica została sprzedana oboźnemu koronnemu Stanisławowi z Siecina Krasickiemu.
W połowie XIX wieku właścicielami posiadłości tabularnej Śliwnica Dolna i Górna byli Aleksander i Henryka hr. Krasiccy.
W 1857 r. wieś liczyła 563 mieszkańców, a właścicielką jej była Aleksandra Hrabina Konarska.
W II Rzeczypospolitej wieś w powiecie przemyskim w województwie lwowskim.
W latach 1945–1947 nacjonaliści ukraińscy z OUN-UPA zamordowali tutaj 11 Polaków.
W latach 1975–1998 miejscowość należała administracyjnie do województwa przemyskiego.
Zachowały się tutaj również z czasów nowożytnych pozostałości huty szkła, na co wskazują fragmenty kamieni ze szkliwem i żużla szklanego.
Wartym zobaczenia jest dawny budynek szkoły, znajdujący się w dolnej części miejscowości. Obecnie istnieje w nim Regionalna Izba – niewielkie muzeum przedmiotów z XIX i XX wieku. W pobliżu budynku obecnej Szkoły Podstawowej znajduje się kilka okazałych dębów szypułkowych, są one pomnikami przyrody, a stanowią pozostałość po dawnym folwarku.
W Śliwnicy znajduje się Szkoła Podstawowa, OSP, Leśniczówka Nadleśnictwa Kańczuga.

## Zabytki
- Dwie murowane kapliczki z początku XX w., w tym jedna z 1913 r.
- Dwie murowane kapliczki z przełomu XIX i XX wieku.
- Trzy drewniane domy z drugiej połowy XIX w. i dwa drewniane domy z przełomu XIX i XX wieku.
- Izbę Regionalną mieszczącą przedmioty z XIX i XX wieku.